# Dataport

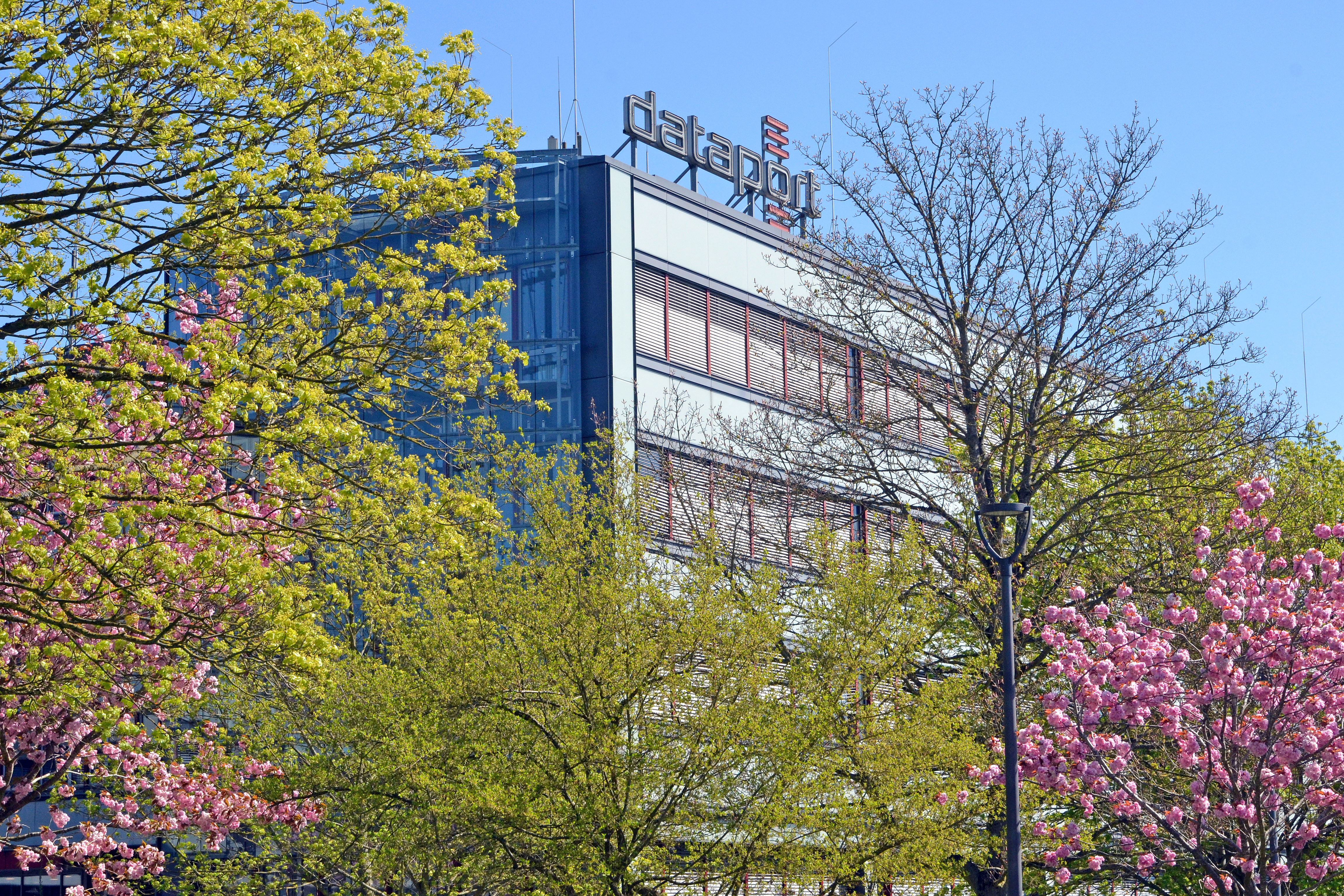
Unternehmenssitz von Dataport in Altenholz

Dataport ist der Informations- und Kommunikationsdienstleister der öffentlichen Verwaltung für die vier Bundesländer Hamburg, Schleswig-Holstein, Bremen und Sachsen-Anhalt sowie für die Steuerverwaltungen in Mecklenburg-Vorpommern und Niedersachsen. Die Anstalt des öffentlichen Rechts wurde aufgrund eines Staatsvertrages zum 1. Januar 2004 gegründet und hat ihren Sitz in Altenholz bei Kiel mit Niederlassungen in Hamburg, Rostock, Bremen, Lüneburg, Magdeburg und Halle.
Die schleswig-holsteinischen Kommunen sind über ihren IT-Verbund Schleswig-Holstein (ITVSH) zum 1. Januar 2012 als weiterer Träger von Dataport gemäß § 1 Abs. 1 Satz 4 des Staatsvertrags beigetreten. Sachsen-Anhalt trat dem Trägerverbund zum 1. Januar 2013 bei.
Die Freie und Hansestadt Hamburg hält 29,40 %, die Länder Schleswig-Holstein, Niedersachsen und Sachsen-Anhalt sowie der ITVSH jeweils 14,71 % der Anteile am Stammkapital; das Land Mecklenburg-Vorpommern sowie die Freie Hansestadt Bremen halten jeweils 5,88 %.
Der Dataport-Staatsvertrag ist auf unbestimmte Zeit geschlossen. Er ist offen für den Beitritt weiterer Länder sowie für Körperschaften, Anstalten und Stiftungen des öffentlichen Rechts in den Trägerländern.

## Geschäftsentwicklung
Das Land Hamburg hatte Dataport nach einer Pilotphase 2003 beauftragt, in dem mit 30 Millionen Euro veranschlagten Projekt ESARI („Effizienzsteigerung der Arbeit durch Reorganisation der Informations- und Kommunikationsstrukturen“) 31.500 behördeninterne Computerarbeitsplätze auf ein einheitliches System umzustellen. Bis 2005 gelang dies mit weniger als zehn Prozent der PC-Arbeitsplätze. Das Projekt endete mit Ablauf des Jahres 2007.
Die Länder Mecklenburg-Vorpommern und Bremen schlossen sich im Jahr 2006, das Land Niedersachsen 2010 an. Insbesondere wurde eine bessere Zusammenarbeit der Steuerverwaltungen angestrebt.
Ab März 2010 lief ein Pilotprojekt unter Beteiligung von drei ausgewählten senatorischen Behörden der Freien Hansestadt Bremen, bei denen zunächst 6500 Arbeitsplätze mit einem standardisierten Verwaltungs-PC ausgestattet werden sollten. Bis August 2013 waren 1000 Arbeitsplätze umgestellt.
Seit Herbst 2015 arbeiten das Bundesministerium des Innern, das Bundesamt für Migration und Flüchtlinge und Dataport an einer gemeinsamen IT-Lösung zur Erfassung von Flüchtlingen.

## Aufgaben und Struktur
Dataport bietet Dienste auf dem Gebiet der Sprach- und Datenkommunikation, Anwendungen für Verwaltungsaufgaben, Datenschutz- und Sicherheitskonzepte, Fortbildungen und Schulungen. Es betreibt Rechenzentren und Informationsinfrastruktur für seine staatlichen und kommunalen Kunden. Zu den Kunden gehören zum Beispiel Standesämter. Für die öffentliche Verwaltung wird eine Standardinstallation der Software und Wartung der Hardware an den Arbeitsplätzen angeboten. Updates für das Betriebssystem am Arbeitsplatz erfolgen zentral gesteuert nach eingehender Prüfung auf die Verträglichkeit mit dem sogenannten Standardwarenkorb der Software. Die Fehlerbehebung erfolgt meist über eine Fernwartung; hierfür wird im Rahmen des Wartungsvertrages ein User-Helpdesk (UHD) angeboten. Für allgemeine Fragen und Fachanwendungen steht ein Online-Portal zur Verfügung. Seit 2019 arbeitet Dataport im Rahmen des Projekt Phoenix an einer webbasierten, auf quelloffener Software basierenden Arbeitsplatzumgebung für die Verwaltung, welche in Zukunft proprietäre Systeme ersetzen soll.

## Personal
Das Personal wurde überwiegend aus den bisherigen Eigenbetrieben und Landesämtern, wie etwa der Informations- und Datentechnik Bremen (ID Bremen), an der im Zuge der Privatisierung zeitweise auch die Debis Systemhaus beteiligt war, rekrutiert. Demzufolge gehören außer Arbeitnehmern auch Beamte der beteiligten Länder zu den Mitarbeitern.
Seit dem 1. Januar 2008 gilt für die Beschäftigten der Haustarifvertrag TV Dataport.
Im Dataport-Staatsvertrag wird die Anstalt auf die Einhaltung der Gender-Prinzipien verpflichtet.
Die Anstalt beschäftigt in Hamburg, Altenholz (bei Kiel), Kiel, Bremen, Rostock, Lüneburg, Halle und Magdeburg insgesamt 5.900 Mitarbeiter (Stand 2025).
Auf Platz 5 liegt Dataport im Ranking der besten Arbeitgeber in der IT- und Telekommunikationsbranche (Platz 76 gesamt), ergab eine Umfrage von Stern und Statista.

## Bilanz und Jahresergebnisse
Die Rechnungshöfe der Länder überwachen die Wirtschaftsführung von Dataport. Die Anstalt des öffentlichen Rechts ist nicht auf Gewinnmaximierung ausgelegt; angestrebt wird ein langfristig ausgeglichenes Unternehmensergebnis.
In seinen Geschäftsberichten wies Dataport aus:
- 2005: Bilanzsumme: 145.991 TEURO, Jahresüberschuss: 635 TEURO
- 2010: Bilanzsumme 186.240 TEURO, Jahresüberschuss: 689 TEURO
- 2015: Bilanzsumme 278.890 TEURO, operatives Ergebnis: 2.563 TEURO[16]
- 2020: Bilanzsumme 473.366 TEURO, Jahresüberschuss: 11.931 TEURO[17]

## Auszeichnungen und Prüfungen
Im November 2007 wurde Dataport mit dem Gütesiegel „Fair Company“ des Job- und Wirtschaftsmagazins „Karriere“ ausgezeichnet. Das Gütesiegel wurde an Unternehmen vergeben, die sich gegen die Ausbeutung der sogenannten „Generation Praktikum“ aussprachen und danach handelten. 2014 wurde die Auszeichnung erneut an Dataport verliehen.
Im Mai 2008 erhielt Dataport erstmals das Prädikat „Total E-Quality“ für ein besonderes Engagement für Chancengleichheit von Frauen und Männern im Berufsleben. 2011 und 2014 wurde dem Unternehmen die Auszeichnung jeweils für weitere drei Jahre verliehen.
Im September 2010 wurde Dataport als „Bester Dienstleister der Verwaltung Deutschlands“ ausgezeichnet. Der Preis unter der Schirmherrschaft des Bundesministeriums des Innern wurde im Rahmen des von Cisco Systems und BearingPoint ausgelobten 10. „eGovernment“-Wettbewerbs vergeben.
Im Oktober 2010 erhielt Dataport vom Unabhängigen Landeszentrum für Datenschutz Schleswig-Holstein (ULD) ein Datenschutzaudit-Zertifikat für das Konzept des Informationssicherheitsmanagementsystems des Data Center Steuern in Rostock.
Im Frühjahr 2012 hat Dataport ein „Gütezeichen für ein faires Trainee-Programm“ erhalten; eine im Dezember 2011 erstmals vergebene Auszeichnung für karrierefördernde und faire Trainee-Programme.
Im Mai 2014 wurde das im Auftrag von Dataport gebaute neue Rechenzentrum mit Standorten in Hamburg und Norderstedt vom Bundesamt für Sicherheit in der Informationstechnik zertifiziert. Im Juli 2014 erhielt der Rechenzentrumsbetreiber akquinet AG das Level-4-Sicherheitszertifikat der TÜV Informationstechnik GmbH (TÜViT).
2023 hat der TÜV Rheinland den Rechenzentrumsstandort Norderstedt von Dataport (Akquinet-Rechenzentrum Norderstedt) das Zertifikat „Sustainable Data Center“ verliehen. Das Zertifikat bescheinigt einen energieeffizienten und ressourcenschonenden Betrieb des Rechenzentrums.

## Kritik
Dataport geriet ab 2007 in Hamburg verschiedentlich wegen Technik- und Sicherheitsproblemen in öffentliche Kritik.
2010 führte nach Aussage eines Dataport-Sprechers ein Mitarbeiter von Dataport ein Downgrade der installierten Microsoft-Office-Version im Verwaltungsnetz Hamburg durch. Dieses Downgrade führte dazu, dass etwa 2300 Rechner in der Hamburger Verwaltung ausfielen.
Der Datenschutzbeauftragte des Landes Bremen bemängelte 2008 fehlende Informationen zur Sicherheitsarchitektur.
2008 berichtete der Hamburger Datenschutzbeauftragte, dass Dataport im Januar 2006 bei einem nicht beauftragten Massentest für automatisierte Bankauszahlungen an BAföG-Empfänger gegen Sicherheitsvorschriften und die Freigabe-Richtlinie verstoßen hatte. Es sei zu ungerechtfertigten Auszahlungen in Höhe von über drei Millionen Euro gekommen.
Zu der Übergabe des IuK-Netzes der Hamburger Polizei an Dataport gab es im Datenschutzbericht 2008 „erhebliche Bedenken, ob die derzeitigen Datenschutz- und Datensicherheitsstandards des Dienstleisters ausreichen, den Schutzbedarf für das Polizeinetz zu gewährleisten“. Diese Bedenken konnten nach Ansicht des Hamburger Datenschutzbeauftragten bis Anfang 2010 nur teilweise ausgeräumt werden.
Der Rechnungshof der Freien und Hansestadt Hamburg kritisierte Dataport 2006.
Der Landesrechnungshof Schleswig-Holstein kritisierte 2008, dass „ein anforderungsgerechtes internes Rechnungswesen und eine darauf basierende aktuelle und transparente Entgeltkalkulation und Preisgestaltung“ bei Dataport fehlten.
Der Hamburger Rechnungshof kritisierte 2010: „Die im Nutzungs- und Überlassungsvertrag über das hamburgische Telekommunikationsnetz zwischen Dataport und der Finanzbehörde vereinbarten Maßnahmen sind unzureichend oder gar nicht umgesetzt worden.“ Dataport habe „einen erheblichen Überschuss auf Kosten Hamburgs erzielt“ und dem Land so einen Schaden von zwölf Millionen Euro zugefügt.
Ende August 2018 wurde bekannt, dass eine Mitarbeiterin „sich unter einem Vorwand Zugang“ zu einem Computer, auf dem sensible Daten gespeichert waren, „verschafft und ohne Berechtigung digitalisierte Akten auf einen USB-Stick geladen“ hat.
Der USB-Stick hat die Räume von Dataport allerdings nie verlassen, weshalb kein Schaden entstanden ist.
Im März 2019 hatte eine Systemadministratorin eine E-Mail mit der Bitte, einen Kalender zu aktualisieren, nicht an ihre Kollegen, sondern an alle E-Mail-Adressen der Hamburger Verwaltung geschickt. Da viele der Empfänger mit dem Inhalt der Nachricht wenig anfangen konnten, antworteten diese auf die E-Mail, welche mit jeder Antwort an alle 65.000 Empfänger gesendet wurde. Zu einem Totalausfall der Behörden kam es jedoch nicht.
Während eines routinemäßig durchgeführten Lasttests Ende Mai 2019 kam es zu einem Herunterfahren des Rechenzentrums, das von den Finanzämtern der nördlichen Bundesländer benutzt wird. Infolgedessen waren 141 Finanzämter mit insgesamt 28.500 Mitarbeitern von Ausfällen der IT-Systeme betroffen.
Anfang September 2019 kam es durch einen „Konfigurationsfehler“ zu einem Ausfall des Mailsystems und weiteren Systemen in der Hamburger Verwaltung.

## Beteiligungen
Dataport ist Gesellschafter der PD – Berater der öffentlichen Hand.